# Orion-variabel
En Orion-variabel är en variabel stjärna som uppvisar oregelbundna och eruptiva variationer i dess magnitud och är vanligtvis associerad med en diffus nebulosa. Astronomerna tror att det är unga stjärnor som senare kommer att bli regelbundna, icke-variabla stjärnor vid nollårslinjen i huvudserien. Ljusstyrkans fluktuationer kan vara så mycket som flera magnituder.

## T Tauri-stjärna
T Tauri-stjärnor är Orion-variabler som uppvisar karakteristiska fluorescerande violetta emissionslinjer från enbart joniserat järn (Fe II) i dess stjärnspektra, och även emission från litium, en metall som vanligtvis förstörs av kärnfusionen i stjärnorna.

## FU Orionis-stjärna
FU Orionis-stjärnor eller helt enkelt "fuorer", är Orion-variabler som ökar 5–6 magnituder i ljusstyrka, sedan sjunker upp till en magnitud och stannar där i många decennier. Prototypen är FU Orionis, och andra exempel är V1057 Cygni och V1515 Cygni.

## Variabilitet
Inom denna diversifierade klass av stjärnor kan vissa Orion-variabler uppvisa en periodisk liten amplitud (upp till 1 magnitud), vissa kännetecknas av plötsliga försvagningar och andra visar spektrala egenskaper som antyder massavgång hos stjärnan (YY Orionis-variabel). Flera av dessa egenskaper kan förekomma hos en Orion-variabel vilken som helst.
Begreppet "Orion-variabel" har varit en praktisk samlingsbenämning men tenderar nu att komma ur bruk inom den astronomiska världen, men av historiska skäl använder stjärnkatalogen GCVS det fortfarande. Astronomer använder mer specialiserade termer som är anknutna till faktiska fysiska skillnader inom mängden av unga variabla stjärnor, till exempel Klassiska T Tauri-stjärnor och UX Orionis-variabler.